# Розенгайн (Нью-Джерсі)
Розенгайн (англ. Rosenhayn) — переписна місцевість (CDP) в США, в окрузі Камберленд штату Нью-Джерсі. Населення — 1150 осіб (2020).

## Географія
Розенгайн розташований за координатами 39°28′43″ пн. ш. 75°8′16″ зх. д. / 39.47861° пн. ш. 75.13778° зх. д. (39.478680, -75.137910).  За даними Бюро перепису населення США в 2010 році переписна місцевість мала площу 6,87 км², уся площа — суходіл.

## Демографія
Згідно з переписом 2010 року, у переписній місцевості мешкало 1098 осіб у 382 домогосподарствах у складі 274 родин. Густота населення становила 160 осіб/км².  Було 404 помешкання (59/км²).
Расовий склад населення:
| - 64,2 % — білих - 18,0 % — чорних або афроамериканців - 1,5 % — азіатів - 1,3 % — корінних американців - 9,3 % — осіб інших рас |

До двох чи більше рас належало 5,7 %. Частка іспаномовних становила 17,6 % від усіх жителів.
За віковим діапазоном населення розподілялося таким чином: 26,5 % — особи молодші 18 років, 61,3 % — особи у віці 18—64 років, 12,2 % — особи у віці 65 років та старші. Медіана віку мешканця становила 37,1 року. На 100 осіб жіночої статі у переписній місцевості припадало 98,2 чоловіків;  на 100 жінок у віці від 18 років та старших — 92,6 чоловіків також старших 18 років.
Середній дохід на одне домашнє господарство  становив 64 291 долар США (медіана — 66 353), а середній дохід на одну сім'ю — 68 430 доларів (медіана — 67 171). Медіана доходів становила 43 015 доларів для чоловіків та 48 000 доларів для жінок. За межею бідності перебувало 9,5 % осіб, у тому числі 16,4 % дітей у віці до 18 років та 3,9 % осіб у віці 65 років та старших.
Цивільне працевлаштоване населення становило 574 особи. Основні галузі зайнятості: освіта, охорона здоров'я та соціальна допомога — 34,5 %, публічна адміністрація — 15,7 %, виробництво — 10,8 %, фінанси, страхування та нерухомість — 10,6 %.